# میکوبوکا
میکوبوکا (به لاتین: Mikoboka) یک منطقهٔ مسکونی در ماداگاسکار است که در ساکارا واقع شده‌است. میکوبوکا ۷٬۰۰۰ نفر جمعیت دارد و ۶۲۶ متر بالاتر از سطح دریا واقع شده‌است.